# Acura EL
Acura EL — компактный автомобиль, выпускавшийся с 1997 по 2005 год подразделением Acura японской компании Honda. Продавался исключительно в Канаде. 

## Первое поколение (1997—2000)
Первое поколение Acura EL выпускалось на базе Honda Civic с видоизменёнными передней частью, багажником, фарами и различными элементами интерьера. В Японии автомобиль назывался Honda Domani.

EL имеет люк на крыше, CD-плеер и 1,6-литровый двигатель SOHC VTEC мощностью 95 кВт (127 л. с.) при 6600 об/мин и крутящим моментом 145 Н·м при 5500 об/мин. Дополнительные функции, которых не было у Civic — жёлтый светодиодный дисплей внутренней приборной панели, тахометр, багажник с электроприводом (без замочной скважины на крышке багажника), сигнализация, 15-дюймовые (195/55/15) колёса, антенна в стекле заднего окна, хромированные внутренние дверные ручки, дополнительный карман под центральной консолью, зеркала с подогревом, окрашивавшиеся в цвет кузова, боковые молдинги и дверные ручки, слегка жёсткая подвеска, 12-миллиметровый задний стабилизатор поперечной устойчивости и 26-миллиметровый передний стабилизатор поперечной устойчивости, а также гидроусилитель. С 1999 года все модели с пятиступенчатой механической трансмиссией имели кожаную ручку переключения передач, аналогичную той, что была у Acura Integra GS-R.

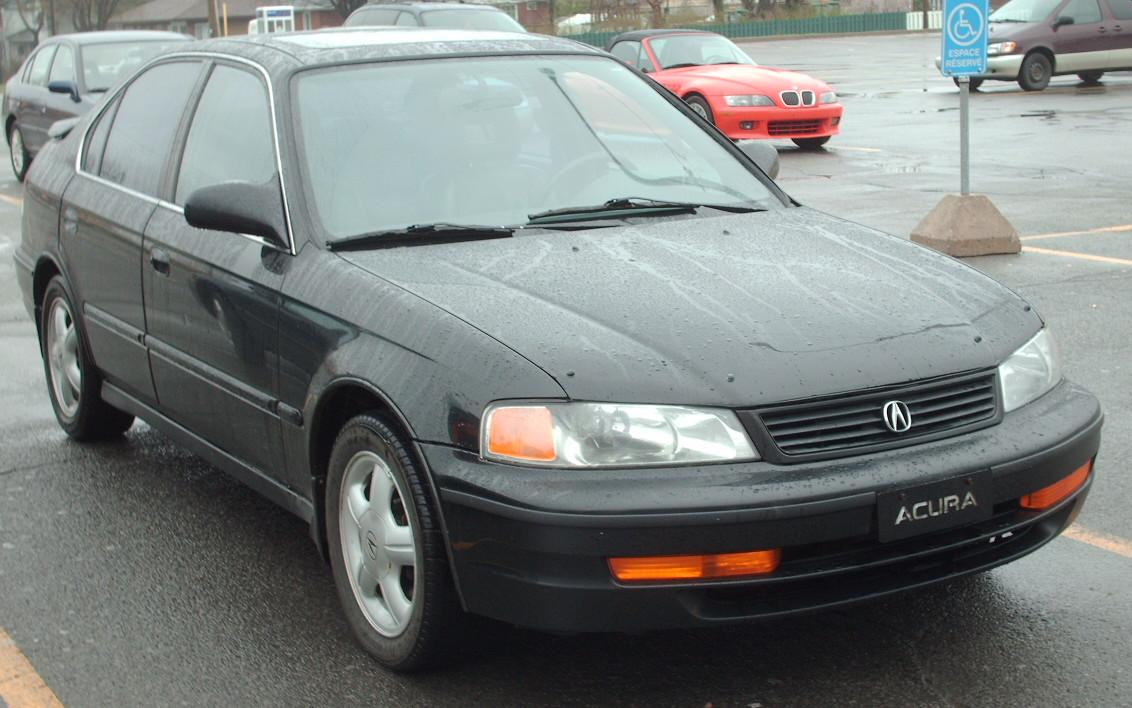
1997—1998 Acura 1.6EL
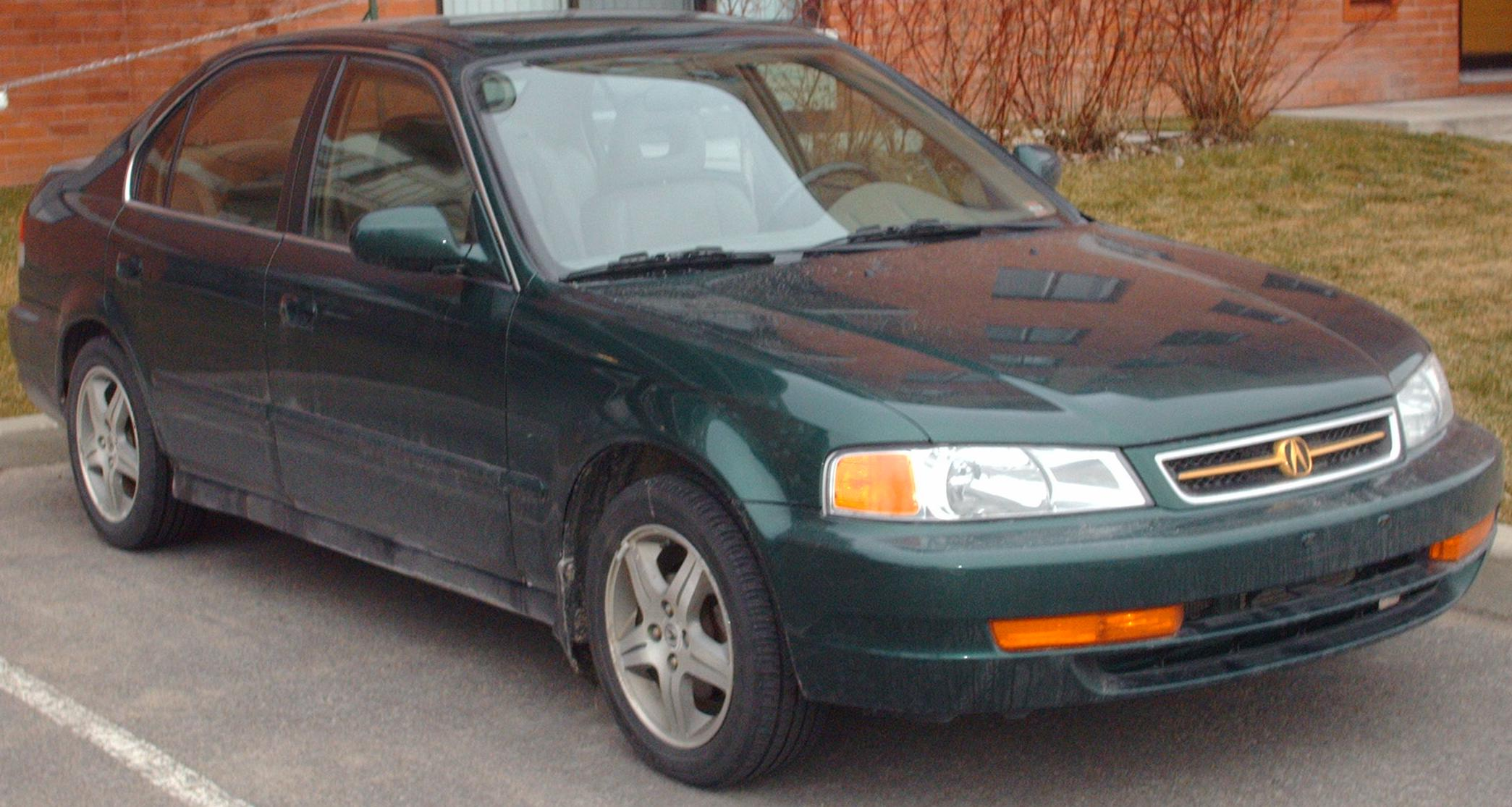
1999—2000 Acura 1.6EL

## Второе поколение (2001—2005)
Второе поколение Acura EL выпускалось на базе седьмого поколения Civic. Автомобили оснащались 1,7-литровым четырёхцилиндровым двигателем SOHC мощностью 95 кВт (127 л. с.). В отличие от Honda Civic, автомобили Acura EL имели видоизменённые светотехнику, кожаную отделку салона, 15-дюймовые многоспицевые сплавные колёса, зеркала заднего вида с электроприводом и подогревом, круиз-контроль и задние дисковые тормоза. Название изначально было изменено на Acura 1.7EL, однако в 2004 году оно было отменено.

Второе поколение выпускалось в комплектациях Touring и Premium. Комплектация Premium включала в себя кожаные сиденья, подогрев передних сидений и люк с электроприводом. Автоматический климат-контроль был добавлен в 2003 году в комплектацию Premium и в 2004 году в комплектацию Touring. Все модели Acura EL второго поколения поставлялись с антиблокировочной системой тормозов ABS, однако в 2003 году стандартной опцией стала система распределения тормозных усилий. В 2003 и 2004 годах автомобили имели специальный дилерский «аэродинамический пакет» для обоих уровней отделки салона, добавляющий уникальные передние и задние губы, боковые стоп-кадры[неизвестный термин] и задний спойлер. В 2004 году автомобили Acura EL второго поколения прошли рестайлинг.

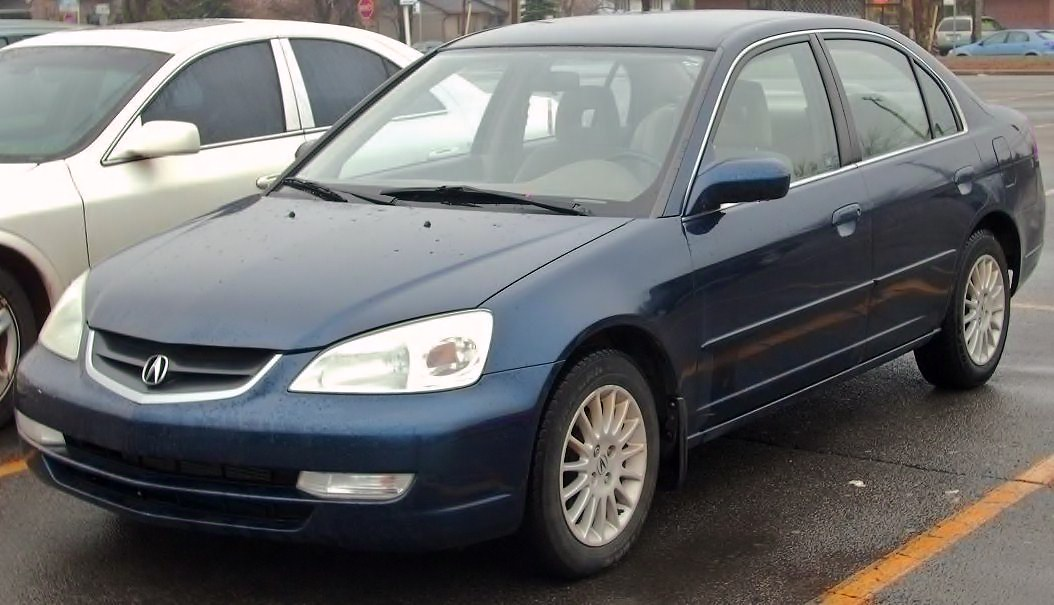
2001—2003 Acura 1.7EL (ES3)
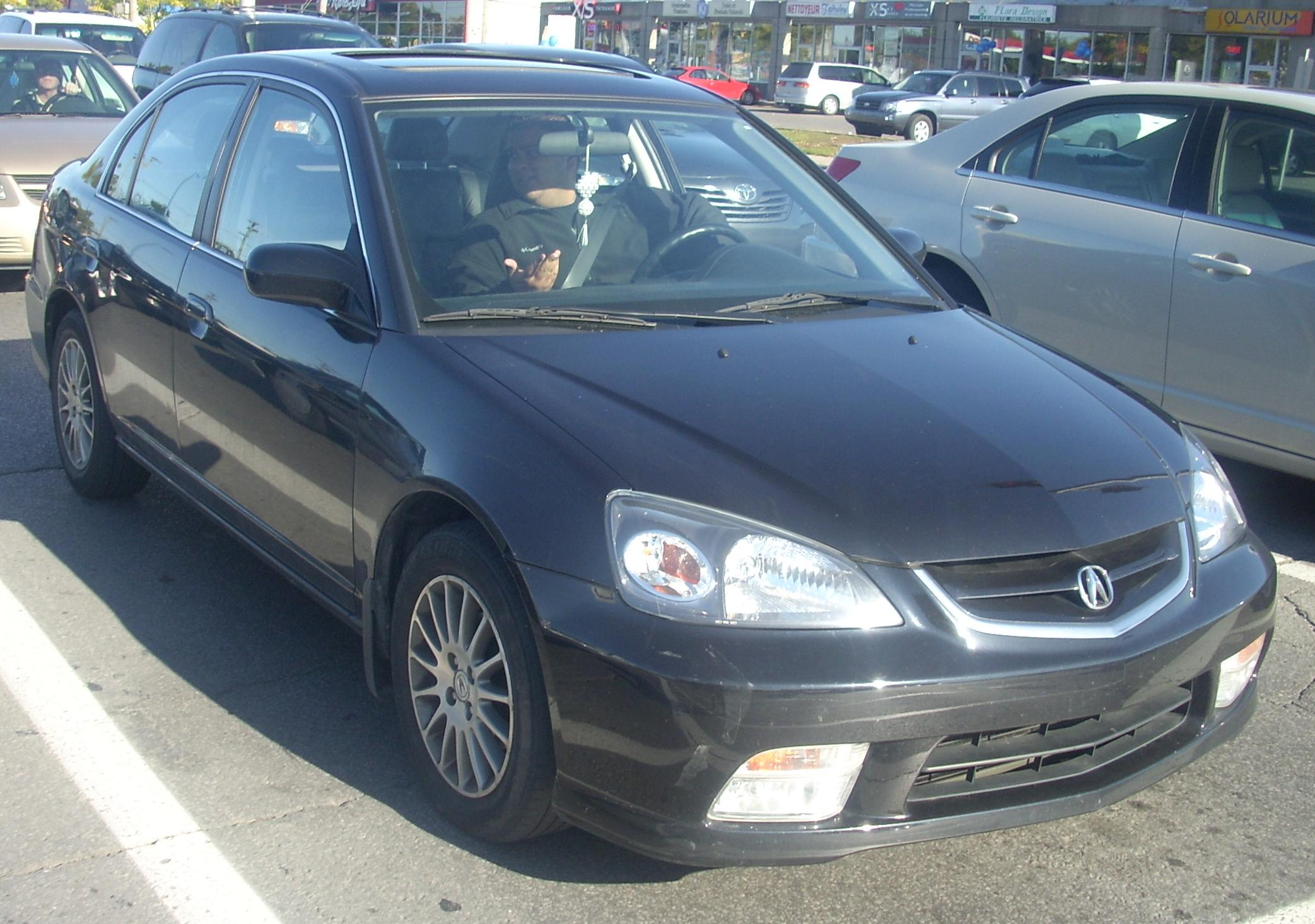
2004—2005 Acura EL